# فالاك (شيطان)
فـالاك او شيطان الراهبات هو شيطان مُتجسد ذكر في كُتُب السِحر يبقي واحد من قادة شياطين الجحيم وبيقود بنفسِه 30 فيلق من الشياطين الأقل رتبة، وعند استحضاره يظهر في شكل طفل بريء بأجنحه ملائكية بيضاء، ويستحوذ على تنين برأسين يقوده لأماكن الجحيم. ينسب إليه قوة العثور على الكنوز.
فالاك يَبقي من أهم شياطين المتفاعلة مع البشر، وهذا بسبب قدراته حيث يستطيع أن يجاوب علي أي سؤال بخصوص الكنوز المخبئة ويستطيع أن يُعرف الإنسان على مخابيء الثعابين.